# بلی اونوی
بلی اونوی (به لاتین: Bely Anuy) یک منطقهٔ مسکونی در روسیه است که در جمهوری آلتای واقع شده‌است.